# Lijst van oorlogen van Nederland

Franse veldtocht in de Nederlanden tijdens de Eerste Coalitieoorlog (1792–1795)

Dit is een lijst van oorlogen van Nederland vanaf 1560.
Nederland is als staat ontstaan tijdens de Tachtigjarige Oorlog als een verzameling van provincies en steden die zich op 1581 onafhankelijk verklaarden van het Spaanse Rijk. Daarmee werd de Republiek der Zeven Verenigde Nederlanden (ook wel 'Verenigde Provinciën' of kortweg 'de Republiek') een soevereine politieke entiteit, terwijl de rest van de Lage Landen of Nederlanden (op enkele staten na zoals het Prinsbisdom Luik, het Abdijvorstendom Stavelot-Malmedy enzovoort), waarmee het in de Bourgondische tijd geleidelijk was geïntegreerd tot de Habsburgse Nederlanden, onder de heerschappij van het Huis Habsburg bleef. De Republiek en later het Koninkrijk der Nederlanden is in verschillende Europese oorlogen betrokken geweest en heeft ook koloniale oorlogen overzee gevoerd ter stichting van de Nederlandse koloniën, eerst onder leiding van de Vereenigde Oostindische Compagnie (VOC) en West-Indische Compagnie (WIC), later direct door de staat. In de 20e eeuw verloor Nederland zijn koloniën, waarna de resterende Caribische rijksdelen een gelijkwaardige status hebben gekregen. Sinds 1950 is Nederland via de Verenigde Naties betrokken bij oorlogen in onder meer het voormalige Joegoslavië, het Midden-Oosten en Afghanistan en stuurt Nederland vredestroepen.
In deze lijst zijn alle oorlogen opgenomen die werden gevoerd door de Nederlandse staat, dat wil zeggen de Republiek der Zeven Verenigde Nederlanden (1581/88–1795), de Bataafse Republiek (1795–1806), het Koninkrijk Holland (1806–1810), het Vorstendom der Nederlanden (1813–1815), het Verenigd Koninkrijk der Nederlanden (1815–1839) en het huidige Koninkrijk der Nederlanden (1839–heden).
- Voor meer details over de gevechten tijdens de oorlog in deze periode, zie Lijst van Nederlandse veld- en zeeslagen (1560–heden).
- Voor eerdere oorlogen, zie Lijst van oorlogen in de Lage Landen tot 1560.
- Voor gelijktijdige oorlogen in het zuiden tot 1829, zie Lijst van oorlogen in de zuidelijke Lage Landen (1560–1829).
- Voor oorlogen van het Koninkrijk België vanaf de Belgische Revolutie, zie Lijst van oorlogen van België (1830–heden).
- Voor oorlogen van het Groothertogdom Luxemburg vanaf zijn onafhankelijkheid, zie Lijst van oorlogen van Luxemburg (1890–heden).

| Begin | Eind | Naam conflict                                                                                                   | Partijen | Partijen | Uitkomst |
| Begin | Eind | Naam conflict                                                                                                   | Combatant 1 | Combatant 2 | Uitkomst |
| ----- | ---- | --- | --- | --- | --- |
| 1568  | 1648 | Tachtigjarige Oorlog (ook Nederlandse Opstand genoemd) (vermengd met Dertigjarige Oorlog)                       | Staatsen (incl. Vlaanderen, Brabant, Mechelen, Henegouwen, Namen, Artesië, etc. c. 1576–1585) - Gentse Republiek (1577–1584) - Antwerpse Republiek (1577–1585) - Brusselse republiek (1576–1584) - Republiek der Verenigde Nederlanden (1581/8–1648) Koninkrijk Engeland (1585–1604, 1625–30) Koninkrijk Frankrijk (1596–8, 1635–48) | Spaanse Rijk (incl. Spaanse Nederlanden) Portugese Rijk (1580–1640) Oostenrijkse Habsburgers (1598–1621) | Vrede van Münster - Republiek der Verenigde Nederlanden wordt onafhankelijk - Nederduitse Gereformeerde Kerk verwerft publiekelijk bevoorrechte status; katholieken, lutheranen en joden getolereerd - Zuidelijke Nederlanden blijven Spaans - Rooms-Katholieke Kerk blijft staatsreligie, andere religies blijven verboden |
| 1601  | 1661 | Nederlands-Portugese Oorlog                                                                                     | Republiek der Zeven Verenigde Nederlanden | Koninkrijk Portugal | Vrede van Den Haag - Nederland verwerft Ceylon en grote schadevergoeding - Portugal verwerft Nederlands-Brazilië |
| 1609  | 1621 | Nederlandse verovering van de Banda-eilanden                                                                    | Vereenigde Oostindische Compagnie (VOC) Republiek der Zeven Verenigde Nederlanden | Bandanese strijders Engelse Oost-Indische Compagnie Koninkrijk Engeland | Nederlandse overwinning - Banda-eilanden geannexeerd - VOC verkrijgt monopolie op nootmuskaat |
| 1643  | 1645 | Oorlog van Kieft                                                                                                | Nieuw-Nederland | Wappingers | Wapenstilstand |
| 1652  | 1654 | Eerste Engels-Nederlandse Oorlog                                                                                | Republiek der Zeven Verenigde Nederlanden | Engelse Gemenebest | Engelse overwinning - Vrede van Westminster (1654) |
| 1651  | 1986 | Driehonderdvijfendertigjarige Oorlog (onderdeel van de Eerste Engels-Nederlandse Oorlog, historiciteit betwist) | Republiek der Zeven Verenigde Nederlanden | Scilly-eilanden | Vrede van Scilly (1986) |
| 1655  | 1660 | Noordse Oorlog (1655-1660)                                                                                      | Republiek der Zeven Verenigde Nederlanden Nieuw-Nederland Koninkrijk Denemarken en Noorwegen | Koninkrijk Zweden | Vrede van Kopenhagen (1660) - Nieuw-Nederland verovert Nieuw-Zweden (1655) - Deens-Nederlandse dominantie in de Sont - Zweden verwerft Skåne van Denemarken |
| 1655  | 1655 | Perzikoorlog (onderdeel van de Noordse Oorlog (1655-1660))                                                      | Nieuw-Nederland | Susquehannock en geallieerde indianen | Indiaanse overwinning - Staten-Eiland wordt ontruimd tot 1661 |
| 1657  | 1660 | Zweeds-Nederlandse Oorlog (onderdeel van de Noordse Oorlog (1655-1660))                                         | Republiek der Zeven Verenigde Nederlanden Koninkrijk Denemarken en Noorwegen | Koninkrijk Zweden | Vrede van Kopenhagen (1660) |
| 1659  | 1660 | Eerste Esopusoorlog                                                                                             | Nieuw-Nederland | Lenape-Indianen | Vredesverdrag |
| 1663  | 1663 | Tweede Esopusoorlog                                                                                             | Nieuw-Nederland Irokezenbond | Lenape-Indianen | Nederlandse overwinning |
| 1665  | 1667 | Tweede Engels-Nederlandse Oorlog                                                                                | Republiek der Zeven Verenigde Nederlanden | Koninkrijk Engeland | Nederlandse overwinning: Vrede van Breda - Nederland verwerft Suriname - Engeland verwerft Nieuw-Nederland |
| 1672  | 1674 | Derde Engels-Nederlandse Oorlog                                                                                 | Republiek der Zeven Verenigde Nederlanden | Koninkrijk Engeland | Nederlandse overwinning - Vrede van Westminster (1674) |
| 1672  | 1678 | Hollandse Oorlog (Frans-Nederlandse oorlog)                                                                     | Republiek der Zeven Verenigde Nederlanden Brandenburg Oostenrijk Spaanse Rijk (incl. Zuidelijke Nederlanden) Opper-Lotharingen Koninkrijk Denemarken en Noorwegen Heilige Roomse Rijk: - Prinsbisdom Münster (1672–1674) - Vorstendom Lüneburg - en anderen                                                                          | Koninkrijk Frankrijk Koninkrijk Engeland Prinsbisdom Münster (1674–1678) Keurvorstendom Keulen Koninkrijk Zweden | Onbeslist - Vrede van Nijmegen |
| 1674  | 1681 | Trunajaya-opstand                                                                                               | Sultanaat Mataram Vereenigde Oostindische Compagnie (VOC) - Boeginese VOC-bondgenoten | Trunajaya's rebellen Makassarese strijders Mataramse troonpretendenten (na 1677) | Nederlands–Mataramse overwinning - Nederland verwerft gebieden en concessies en maakt Mataram een vazalstaat - Amangkoerat II van Mataram erkend als sultan |
| 1688  | 1697 | Negenjarige Oorlog                                                                                              | Republiek der Zeven Verenigde Nederlanden Koninkrijk Engeland Heilige Roomse Rijk: - Oostenrijk - Keurvorstendom Beieren - Paltsgraafschap aan de Rijn - Brandenburg-Pruisen Spaanse Rijk (incl. Zuidelijke Nederlanden) Koninkrijk Portugal Koninkrijk Zweden Hertogdom Savoye                                                      | Koninkrijk Frankrijk | Vrede van Rijswijk |
| 1701  | 1714 | Spaanse Successieoorlog                                                                                         | Oostenrijk Groot-Brittannië Republiek der Zeven Verenigde Nederlanden Koninkrijk Pruisen Koninkrijk Portugal Kroon van Aragón Hertogdom Savoye | Frankrijk Spaanse Rijk (incl. Zuidelijke Nederlanden) Keurvorstendom Beieren Hongaarse rebellen | Vrede van Utrecht (1713) Vrede van Rastatt (1714) |
| 1702  | 1708 | Gelderse Plooierijen                                                                                            | Oude Plooi (Orangisten) | Nieuwe Plooi (Loevesteiners) | Overwinning van de Nieuwe Plooi |
| 1718  | 1720 | Oorlog van de Quadruple Alliantie                                                                               | Oostenrijk (incl. Zuidelijke Nederlanden) Koninkrijk Frankrijk Groot-Brittannië Hertogdom Savoye Republiek der Zeven Verenigde Nederlanden | Spaanse Rijk | Spaanse nederlaag - Verdrag van Den Haag (1720) |
| 1740  | 1748 | Oostenrijkse Successieoorlog                                                                                    | Oostenrijk (incl. Zuidelijke Nederlanden) Groot-Brittannië Keurvorstendom Hannover Republiek der Zeven Verenigde Nederlanden Saksen (1743–45) Koninkrijk Sardinië (1742–48) Keizerrijk Rusland (1741–43, 1748) | Koninkrijk Frankrijk Koninkrijk Pruisen (1740–42, 1744–45) Spaanse Rijk Koninkrijk Napels Keurvorstendom Beieren (1741–45) Paltsgraafschap aan de Rijn (1741–46) Keurvorstendom Saksen (1741–42) Koninkrijk Zweden (1741–43) Republiek Genua (1745–48) | Vrede van Aken (1748) - Maria Theresia erkend als keizerin van Oostenrijk - Spanje verwerft Parma en Piacenza van Oostenrijk - Oostenrijk erkent Pruisische verovering van Silezië - Frankrijk ontruimt Nederlanden, Republiek krijgt Barrièreforten terug - Frankrijk ruilt Madras tegen Ile-Royale met Engeland           |
| 1775  | 1783 | Amerikaanse Onafhankelijkheidsoorlog                                                                            | Amerikaanse rebellen - Verenigde Staten (1776–83) Koninkrijk Frankrijk Spaanse Rijk Republiek der Zeven Verenigde Nederlanden | Groot-Brittannië | Amerikaanse overwinning - Vrede van Parijs (1783) - Verenigde Staten worden onafhankelijk - Canada blijft Brits |
| 1757  | 1793 | Boni-oorlogen                                                                                                   | Nederlands-Guiana (Suriname) | Marrons van Suriname: Adyáko, Boni, Baron, Jolicoeur e.a. | Nederlandse overwinning - Guerrilla en strafexpedities - Moord op Boni (1793) - Diverse vredesverdragen |
| 1780  | 1784 | Vierde Engels-Nederlandse Oorlog                                                                                | Republiek der Zeven Verenigde Nederlanden | Groot-Brittannië | Britse overwinning - Vrede van Parijs (1783) |
| 1784  | 1784 | Keteloorlog | Republiek der Zeven Verenigde Nederlanden | Oostenrijk (incl. Zuidelijke Nederlanden) | Nederlandse overwinning: - Verdrag van Fontainebleau (1785) |
| 1786  | 1787 | Gevechten in de Patriottentijd                                                                                  | Patriotten | Orangisten Koninkrijk Pruisen | Pruisisch–orangistische overwinning - Oranjerestauratie |
| 1792  | 1795 | Eerste Coalitieoorlog (vooral Franse veldtocht in de Nederlanden)                                               | Verenigde Provinciën Heilige Roomse Rijk - Oostenrijk - Pruisen - Hannover - Hessen-Kassel Groot-Brittannië | Eerste Franse Republiek | Franse overwinning - Oostenrijkse Nederlanden en Prinsbisdom Luik geannexeerd door Frankrijk - Bataafse Republiek wordt ingesteld als Franse zusterrepubliek met het Haags Verdrag |
| 1798  | 1802 | Tweede Coalitieoorlog                                                                                           | Franse Republiek Spaanse Rijk Bataafse Republiek Cisalpijnse Republiek Ligurische Republiek Helvetische Republiek Parthenopeïsche Republiek | Oostenrijk Rusland (tot 1798) Groot-Brittannië Portugal Koninkrijk Napels Ottomaanse Rijk Franse royalisten | Franse overwinning |
| 1803  | 1815 | Napoleontische oorlogen                                                                                         | Eerste Franse Keizerrijk | | Geallieerde overwinning - Congres van Wenen |
| 1804  | 1804 | Slag om Suriname                                                                                                | Bataafse Republiek • Nederlands-Guiana Eerste Franse Republiek | Verenigd Koninkrijk | Britse overwinning - Britse bezetting van Suriname tot 1816 |
| 1810  | 1810 | Britse verovering van de Banda-eilanden                                                                         | Koninkrijk Holland | Verenigd Koninkrijk | Britse overwinning - Banda-eilanden verworven door Groot-Brittannië - Teruggegeven bij het Verdrag van Londen (1814) |
| 1811  | 1811 | Invasie van Java (1811)                                                                                         | Koninkrijk Holland | Verenigd Koninkrijk | Britse overwinning - Java verworven door Groot-Brittannië - Teruggegeven bij het Verdrag van Londen (1814) |
| 1803  | 1824 | Eerste Padri-oorlog                                                                                             | Koninkrijk Pagaruyung - Adats (edelen) Verenigd Koninkrijk der Nederlanden (1821–24) | Padri-rebellen (islamisten) | Onbeslist - Verdrag van Masang (1824) |
| 1819  | 1819 | Eerste expeditie naar Palembang                                                                                 | Verenigd Koninkrijk der Nederlanden | Palembangse rebellen | Palembangse overwinning - Nederlandse terugtrekking - Onafhankelijkheid Sultanaat Palembang de facto hersteld |
| 1821  | 1825 | Tweede expeditie naar Palembang                                                                                 | Verenigd Koninkrijk der Nederlanden | Sultanaat Palembang | Nederlandse overwinning - Palembangse overgave; nieuwe Nederlandsgezinde sultan aangesteld (1821) - Sultanaat Palembang afgeschaft, nieuwe opstand (1823) - Laatste sultan geeft zich over (1825) |
| 1824  | 1825 | Bonische expedities                                                                                             | Verenigd Koninkrijk der Nederlanden | Koninkrijk Boni | Bonische overwinning - KNIL trekt zich terug om opstand op Java te bestrijden |
| 1824  | 1832 | Tweede Padri-oorlog                                                                                             | Verenigd Koninkrijk der Nederlanden Koninkrijk Pagaruyung (1824–33) - Adats (edelen) | Padri-rebellen (islamisten) Sommige adats (edelen) (1833–37) | Nederlandse overwinning - Koninkrijk Pagaruyung opgeheven (1833) - Nederland verwerft West-Sumatra |
| 1825  | 1830 | Java-oorlog | Verenigd Koninkrijk der Nederlanden Sultanaat Jogjakarta Soerakarta | Javaanse rebellen | Nederlandse overwinning - Opstand onderdrukt |
| 1830  | 1839 | Belgische Revolutie                                                                                             | Verenigd Koninkrijk der Nederlanden | Voorlopig Bewind (sept. 1830 – feb. 1831) - Koninkrijk België (okt. 1830 – 1839) Gesteund door: Koninkrijk Frankrijk | Belgische overwinning: Verdrag van Londen (1839) - België wordt onafhankelijk - Oost-Limburg en Oost-Luxemburg blijven Nederlands |
| 1846  | 1846 | Eerste expeditie naar Bali                                                                                      | Nederland | Vorstendom Boeleleng | Onbeslist - Zwak Nederlands garnizoen gelegerd op Bali |
| 1848  | 1848 | Tweede expeditie naar Bali                                                                                      | Nederland | Vorstendom Boeleleng | Balinese overwinning - Nederlandse terugtrekking |
| 1849  | 1849 | Derde expeditie naar Bali                                                                                       | Nederland Vorstendom Bangli Vorstendom Tabanan Vorstendom Selaparang | Vorstendom Boeleleng Vorstendom Karangasem Vorstendom Klungkung | Nederlandse overwinning: Vrede van Kuta - Bali geannexeerd door Nederlands-Indië - Geen Europese militairen op Bali; Balinese vorsten behouden autonomie |
| 1858  | 1858 | Vierde expeditie naar Bali                                                                                      | Nederland | Boelelengse rebellen | Nederlandse overwinning - Kleine opstand in kiem gesmoord, leider verbannen |
| 1859  | 1860 | Bonische expedities                                                                                             | Nederland Koninkrijk Boni (Ahmad Singkarru Rukka) | Koninkrijk Boni (Basse Arung Kajuara) | Nederlandse overwinning - Nederland verwerft enkele gebieden - Ahmad Singkarru Rukka wordt als Nederlands vazal koning van Boni |
| 1859  | 1863 | Bandjermasinse Oorlog                                                                                           | Nederland | Sultanaat Bandjermasin | Nederlandse overwinning |
| 1859  | 1868 | Expeditie naar de Pasoemah-landen                                                                               | Nederland | Pasoemahers | Nederlandse overwinning |
| 1868  | 1868 | Vijfde expeditie naar Bali                                                                                      | Nederland | Boelelengse rebellen | Nederlandse overwinning - Kleine opstand onderdrukt, leiders verbannen |
| 1873  | 1914 | Atjehoorlog | Nederland | Atjehse zeerovers Sultanaat Atjeh | Nederlandse overwinning - Nederland verwerft Atjeh |
| 1894  | 1894 | Lombok-oorlog 1894                                                                                              | Nederland Sasak-rebellen | Vorstendom Lombok Vorstendom Karangasem | Nederlandse overwinning - Lombokse en Karangasemse vorsten en getrouwen plegen Perang Poepoetan - Nederlands gezag over Lombok en Karangasem neemt toe |
| 1903  | 1903 | Expeditie naar Korintji                                                                                         | Nederland | Vorstendom Korintji | Nederlandse overwinning - Nederlands-Indië annexeert Vorstendom Korintji |
| 1906  | 1908 | Expeditie naar Bali 1906 - 1908                                                                                 | Nederland Vorstendom Karangasem Vorstendom Gianyar | Vorstendom Badung Vorstendom Tabanan Vorstendom Klungkung | Nederlandse overwinning - Balinese vorsten en getrouwen plegen Perang Puputan - Balinese vorstendommen afgeschaft |
| 1939  | 1945 | Tweede Wereldoorlog                                                                                             | Geallieerden - waaronder Nederland, België en Luxemburg | Asmogendheden - waaronder nazi-Duitsland en Japanse Keizerrijk | Geallieerde overwinning - Benelux opgericht (1944) - Beneluxlanden krijgen vooroorlogse gebieden terug |
| 1945  | 1949 | Indonesische Onafhankelijkheidsoorlog (Politionele acties)                                                      | Nederland | Republik Indonesia | Indonesische diplomatieke overwinning - Verenigde Staten van Indonesië opgericht - Nederlands-Nieuw-Guinea blijft Nederlands |
| 1950  | 1953 | Koreaanse Oorlog                                                                                                | Republiek Korea Verenigde Naties - waaronder Nederland, België en Luxemburg | Democratische Volksrepubliek Korea Volksrepubliek China | Wapenstilstand |
| 1990  | 1991 | Golfoorlog | Golfoorlogcoalitie, waaronder Nederland en België | Irak (eenpartijstaat onder Saddam Hoessein) | Overwinning van de coalitie - Soevereiniteit van Koeweit hersteld - Saddam Hoessein blijft aan de macht - Opstanden tegen Saddam neergeslagen - Instelling Iraakse no-flyzones |
| 1991  | 2003 | Iraakse no-flyzones                                                                                             | Verenigde Staten Verenigd Koninkrijk Frankrijk (1991–98) Australië België Nederland Saoedi-Arabië Turkije Italië | Irak (eenpartijstaat onder Saddam Hoessein) | Overwinning van de coalitie - Geen soennitische genocide op Koerden en sjiieten - Koerden verwerven de facto autonomie |
| 1998  | 1999 | Kosovo-oorlog                                                                                                   | UÇK Albanië NAVO: België Canada Denemarken Frankrijk Duitsland Italië Luxemburg Nederland Noorwegen Portugal Spanje Turkije Verenigd Koninkrijk Verenigde Staten | Federale Republiek Joegoslavië Russische vrijwilligers | Overwinning van de NAVO - Terugtrekking van Joegoslavische troepen. - Kosovo komt onder VN-toezicht te staan (UNMIK) |
| 2003  | 2011 | Irakoorlog | Multinationale troepenmacht in Irak - waaronder Nederland Irak (parlementaire democratie) | Irak (eenpartijstaat onder Saddam Hoessein) | Overwinning van de coalitie - Val van Saddam Hoessein - Sektarisch geweld tussen soennieten, sjiieten en Koerden - Wankele democratie ingevoerd |
| 2001  | 2021 | Oorlog in Afghanistan (2001-2021)                                                                               | NAVO (ISAF) - waaronder Nederland, België en Luxemburg Noordelijke Alliantie (2001) Islamitische Republiek Afghanistan | Taliban Islamitisch Emiraat Afghanistan (2001) | Overwinning van de Taliban - Bezetting Afghanistan door NAVO - Taliban verdreven uit stedelijke gebieden - Wankele democratie ingevoerd - Terugtrekking van de NAVO |
| 2011  | 2011 | Opstand in Libië                                                                                                | Nationale Overgangsraad NAVO - waaronder Nederland en België | Libische Volks-Jamahiriyah | Overwinning Nationale Overgangsraad en NAVO - Val van Moammar al-Qadhafi - Wankele democratie ingevoerd |
| 2014  | 2019 | Interventie tegen Islamitische Staat                                                                            | Coalitie CJTF–OIR - waaronder Nederland en België Irak (parlementaire democratie) | Islamitische Staat (ISIS) | Internationale overwinning - Islamitische Staat verliest alle territoriale controle op 23 maart 2019 |